# Due amici (film 2002)
Due amici è un film del 2002 diretto ed interpretato da Spiro Scimone e Francesco Sframeli.
Il film è tratto dall'opera teatrale del 1994 Nunzio dello stesso Scimone. Due amici ha vinto il premio Luigi De Laurentiis per la migliore opera prima alla 59ª Mostra internazionale d'arte cinematografica di Venezia; i due registi sono stati inoltre nominati al David di Donatello 2003 nella categoria miglior regista esordiente.
I dialoghi tra i due protagonisti sono recitati in dialetto messinese.

## Trama
Nunzio e Pino, due messinesi emigrati al Nord, (il film è girato a Torino) sono amici e vivono insieme in un appartamento. Nunzio è una persona semplice, religiosa ed alquanto ingenua nei confronti della vita, ma dotata di gran cuore ed è afflitto da una tosse persistente causata dalle polveri che aspira ogni giorno in fabbrica. Pino è un uomo chiuso e schivo, un killer legato in termini lavorativi ad un silenzioso e laconico pescivendolo napoletano; viaggia in treno di continuo, alla ricerca degli individui che deve uccidere. Il tutto avviene all'insaputa dell'amico, incapace di fare del male e affascinato dal continuo viaggiare di Pino. Un giorno Nunzio si innamora di Maria, una ragazza alle prese con una radio non funzionante. Pino cerca in tutti i modi di aiutare l'amico a conquistarla, ma l'impresa si rivela inutile, in quanto Maria è già innamorata di Valerio, il barista del quartiere. Nunzio è abbattuto, ma Pino, affezionato all'amico più di ogni altra cosa, decide di lasciare il suo "lavoro", elimina il pescivendolo e, deciso a cambiare vita, parte nuovamente in treno, ma questa volta in compagnia dell'entusiasta Nunzio.

## Critica
Il dizionario dei film Il Morandini assegna al film tre stelle su cinque, descrivendolo «[...] un film ammirevole [...] che sa conciliare gli opposti: la dolcezza e il forte senso della violenza e della morte della Sicilia; [...] comicità e dramma; teatro e cinema». Il Farinotti gli assegna invece due stelle su cinque, commentando: «Il film si svolge senza una trama vera e propria, con dialoghi ispirati al teatro dell'assurdo».